# Malachitjégmadár
A malachitjégmadár (Corythornis cristatus) a madarak osztályának szalakótaalakúak (Coraciiformes) rendjébe és a jégmadárfélék (Alcedinidae) családjába tartozó faj.

## Rendszerezése
A fajt Peter Simon Pallas német zoológus és botanikus írta le 1764-ben, az Alcedo nembe Alcedo cristata néven. Besorolása vitatott, egyes szervezetek jelenleg is ide sorolják.

## Alfajai
- Corythornis cristatus galeritus (Statius Müller, PL, 1776) – Szenegál, Gambia, Guinea, Bissau-Guinea, Sierra Leone, Libéria, Elefántcsontpart és Ghána
- Corythornis cristatus nais (Kaup, 1848) – Princípe sziget
- Corythornis cristatus thomensis (Salvadori, 1902) – São Tomé sziget
- Corythornis cristatus cristatus (Pallas, 1764) – Nigéria, Kamerun, Csád déli része, Szudán nyugati része, Gabon, Egyenlítői-Guinea, a Közép-afrikai Köztársaság,  Dél-Szudán, Uganda, Kenya, a Kongói Demokratikus Köztársaság, Kongói Köztársaság, Angola, Namíbia északi része, Botswana, Zambia, Zimbabwe, Mozambik és a Dél-afrikai Köztársaság
- Corythornis cristatus stuartkeithi (Dickerman, 1989) – Szudán keleti része, Eritrea, Etiópia és Szomália

## Előfordulása
Afrikában a Szahara alatti területeken honos. Természetes élőhelyei a szubtrópusi és trópusi síkvidéki esőerdők, mocsarak, gátak, tavak, lassú folyású folyók, patakok, árapály torkolatok és tengerpartok.

## Megjelenése
Testhossza 13 centiméter, testtömege 12–19 gramm.
|  |  |

## Életmódja
Főként vízi állatokkal, kis garnélákkal, rákokkal, ebihalakkal, kisebb békákkal, halakkal, bogarakkal és búvárpoloskákkal táplálkozik.

## Természetvédelmi helyzete
Az elterjedési területe rendkívül nagy, egyedszáma pedig stabil. A Természetvédelmi Világszövetség Vörös listáján nem fenyegetett fajként szerepel.